# Макки, Фрэнсис (писатель)
Фрэнсис Макки (англ. Francis McKee, род. 1960) — ирландский писатель и куратор, работающий в Глазго.
С 2005 по 2008 год он был директором Glasgow International, а с 2006 года Фрэнсис был директором Центра современного искусства в Глазго. Он является лектором и научным сотрудником в Школе искусств Глазго, ранее занимался разработкой идеологий открытого исходного кода, а теперь занимается исследованием ирландских традиционных музыкальных записей.
Он был одним из кураторов Zenomap, шотландского проекта на Венецианской биеннале, с Кей Паллистер в 2003 году.
Фрэнсис Макки много писал о творчестве художников, связанных с Глазго, таких как Кристин Борланд, Росс Синклер, Дуглас Гордон, Саймон Старлинг и других международных художников, включая Минерву Куэвас, Мэтью Барни, Пипилотти Рист, Уилли Догерти, Жоао Пенальва, Абрахам Крузвиллегас, Беатрис Сантьяго Муньос. Является соавтором книг об Исландской корпорации любви и Салле Тюкка в сотрудничестве с NIFCA (Северным институтом современного искусства).
Фрэнсис Макки ранее работал историком медицины в фонде Wellcome Trust.